# Bebiankh
Seuserenre Bebiankh fue un rey de la decimosexta dinastía durante el denominado Segundo período intermedio, a. 1611-1599 a. C. y, según Kim Ryholt, el sucesor del rey Semenre. Se le asigna un reinado de 12 años en el Canon Real de Turín (11,8). 
Bebiankh fue sucedido por un rey poco conocido llamado Sekhemre Shedwast.

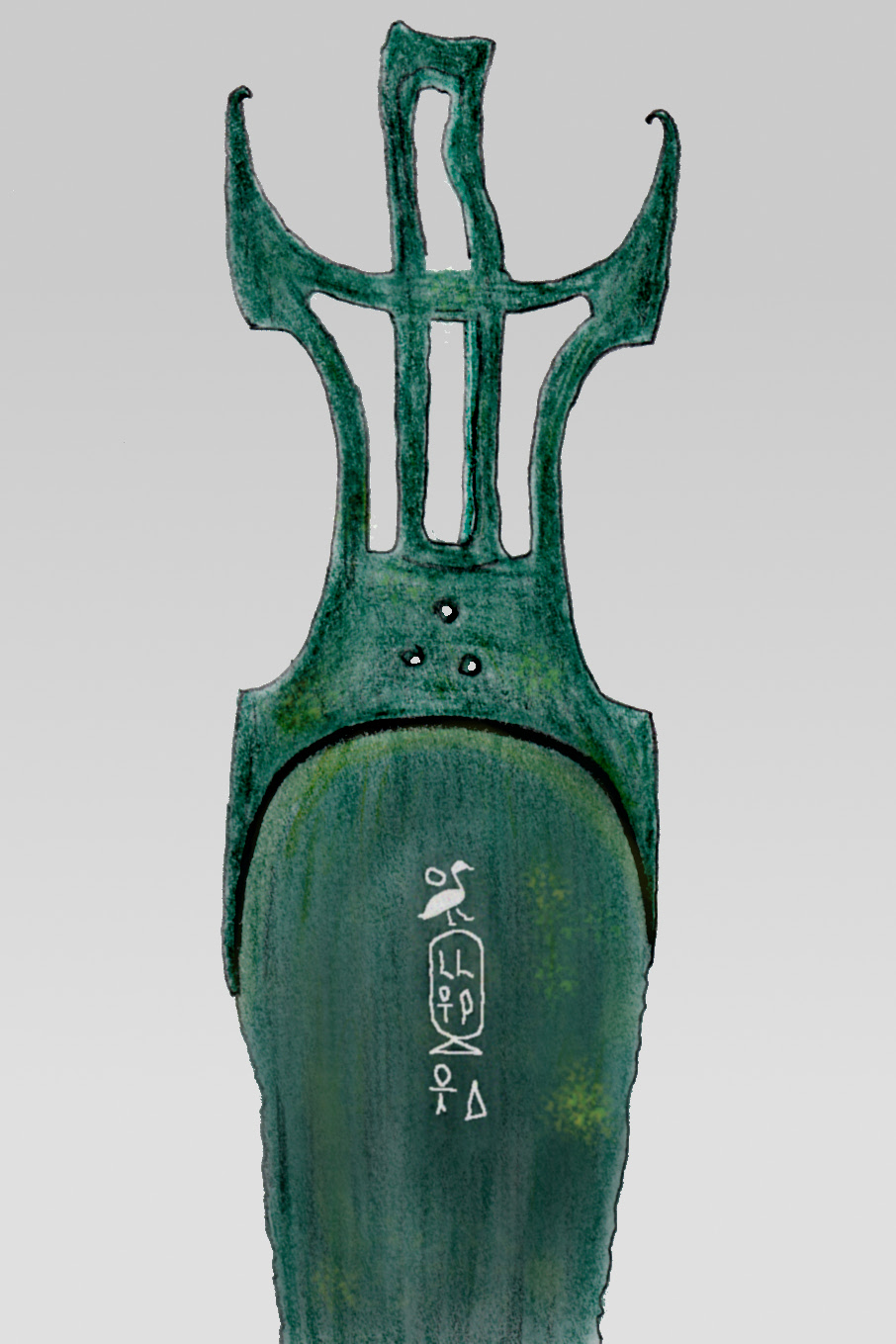
Dibujo de la parte superior de una daga egipcia antigua, lleva el nombre del Faraón Bebiankh (le falta el pomo)

## Certificados
Bebiankh es conocido principalmente por una estela en Gebel Zeit que da testimonio de la actividad minera realizada en esta área del Mar Rojo durante su reinado y conserva sus nombres reales Seuserenre y Bebiankh. Esta Estela modesta registra las actividades de este rey en las minas de galena de Gebel Zeit. También es conocido por sus actividades edificatorias en la ampliación del templo de Medamud. El nombre de Bebiankh también fue encontrado en una daga de bronce encontrada en Naqada y ahora en el Museo británico, con el número BM EA 66062. 

## Titulatura
| Titulatura | Jeroglífico | Transliteración (transcripción) - traducción - (referencias) |

| N5 · O34 | F12 · S29 · N35 |

| N5 · O34 | F12 · S29 · N35 |

| N5 · O34 | F12 · S29 · N35 |

| N5 · O34 | F12 · S29 · N35 |

| N5 · O34 | F12 · S29 · N35 |

| N5 · O34 | F12 · S29 · N35 |

| N5 · O34 | F12 · S29 · N35 |

| N5 · O34 | F12 · S29 · N35 |

| N5 · O34 | F12 · S29 · N35 |

| N5 · O34 | F12 · S29 · N35 |

| N5 · O34 | F12 · S29 · N35 |

| N5 · O34 | F12 · S29 · N35 |

| N5 · O34 | F12 · S29 · N35 |

| N5 · O34 | F12 · S29 · N35 |

| N5 · O34 | F12 · S29 · N35 |

| N5 · O34 | F12 · S29 · N35 |

| D58 | D58 | M17 | S34 |

| D58 | D58 | M17 | S34 |

| D58 | D58 | M17 | S34 |

| D58 | D58 | M17 | S34 |

| D58 | D58 | M17 | S34 |

| D58 | D58 | M17 | S34 |

| D58 | D58 | M17 | S34 |

| D58 | D58 | M17 | S34 |

| D58 | D58 | M17 | S34 |

| D58 | D58 | M17 | S34 |

| D58 | D58 | M17 | S34 |

| D58 | D58 | M17 | S34 |

| D58 | D58 | M17 | S34 |

| D58 | D58 | M17 | S34 |

| D58 | D58 | M17 | S34 |

| D58 | D58 | M17 | S34 |